# Hanneke Kappen
Hanneke Kappen (Groningen, 25 mei 1954) is een Nederlands zangeres en voormalig presentatrice.

## Zangloopbaan
Hanneke Kappen werd bekend als zangeres van de Groninger rock/new waveband White Honey (met onder anderen Erwin Java), die eind jaren zeventig de hitsingle Nothing Going On In The City uitbracht. Nadat zij de band zeer abrupt had verlaten, maakte ze onder andere deel uit van The Human Electrics, State of Soul en het duo Kappen & Klat. In 2006 trad ze op als zangeres in een project van componist Gerard Ammerlaan. Later vormde ze een duo met gitarist Winfred Buma.

## Presentatrice
Voor de nationale radio presenteerde ze onder meer het KRO-programma Stampij en het NPS-programma Dag Zondag. Voor de televisie presenteerde ze de VARA-programma's Wereldwijs, Je ziet maar, Nederland Museumland, Nederland Verkeert en Vroege Vogels. Voor Teleac presenteerde ze Werken aan Werk en Plein 1. In 1989 presenteerde Kappen het Kinderen voor Kinderen Festival.

## Latere activiteiten
Hanneke Kappen treedt op als dagvoorzitter op congressen en is werkzaam als coach. Ze heeft jaren gewerkt als docent in het praktijkonderwijs. Ook was ze ambassadeur voor het Groninger Landschap.